# Арагона (город)
Араго́на (итал. Aragona, сиц. Araùna / Raona) — город в Италии, расположен в регионе Сицилия, подчинён административному центру Агридженто (провинция).
Население составляет 10 092 человека, плотность населения составляет 136 чел./км². Занимает площадь 74 км². Почтовый индекс — 92021. Телефонный код — 00922.
Покровительницей города почитается Пресвятая Богородица (Дева Мария Розария). Праздник города ежегодно празднуется 7 октября.